# شركة مهندسي الهند المحدودة

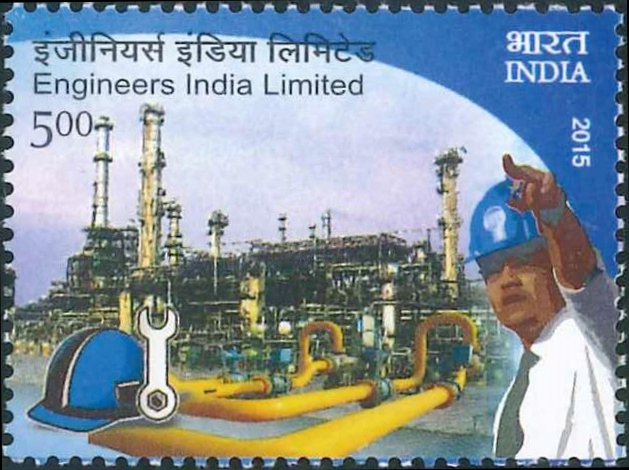
طابع عام 2015 مخصص للذكرى الخمسين لمهندسي الهند

مهندسي الهند المحدودة (EIL) هو  تعهد في القطاع العام بالاستقلال المالي من حكومة الهند تحت وزارة البترول والغاز الطبيعي . تم تأسيسها عام 1965 لتقديم الخدمات الهندسية والخدمات الفنية ذات الصلة لمصافي البترول والمشاريع الصناعية الأخرى.

## روابط خارجية
- الموقع الرسمي